# David Dukes
Pour les articles homonymes, voir Dukes.
David Dukes est un acteur américain, né le 6 juin 1945 à San Francisco, dans l’État de Californie, et mort à Lakewood (État de Washington) le 9 octobre 2000.

## Biographie
David Dukes est le fils d'un policier de la route. Il aura joué en tout dans plus de 35 films et épisodes de séries télévisées. Il a eu deux enfants, un garçon et une fille, issus chacun d'un mariage différent.
Le 9 octobre 2000 à Lakewood, dans l’État de Washington (États-Unis), il meurt subitement à l'âge de cinquante-cinq ans. Sa femme insista pour que son corps soit autopsié, mais les services de police et les services chirurgicaux s'y opposèrent.

## Filmographie

### Cinéma

#### Court métrage
- 1998 : Can I Play? : vétérinaire

#### Long métrage
- 1970 : Des fraises et du sang : Student Guard
- 1975 : The Wild Party : James Morrison
- 1979 : I Love You, je t'aime de George Roy Hill : George de Marco
- 1980 : De plein fouet (The First Deadly Sin) : Daniel Blank
- 1981 : Only When I Laugh : David Lowe
- 1983 : Avis de recherche (Without a Trace) de Stanley R. Jaffe
- 1986 : Rawhead Rex, le monstre de la lande  : Howard Hallenbeck
- 1986 : The Men's Club : Phillip
- 1987 : Catch the Heat : Waldo Tarr
- 1987 : Date with an Angel : Ed Winston
- 1988 : Deadly Intent (vidéo) : Myron Weston
- 1989 : Cote d'alerte : Bo Petersen
- 1989 : À demain, mon amour : Peter Goodwin
- 1990 : La Servante écarlate : docteur (non-crédité)
- 1991 : Under Surveillance de Rafal Zielinski : [Qui ?]
- 1993 : Kid et le Truand (Me and the Kid) : Victor Feldman
- 1996 : Liens d'acier (Fled) : procureur Chris Paine
- 1997 : Tinseltown : Jake
- 1998 : Ni Dieux ni Démons (Gods and Monsters) : David Lewis
- 1998 : Sacré Slappy : Spencer Dane Sr.
- 1999 : Goosed : Steffon Stevens
- 2000 : Tick Tock : Holden Avery
- 2001 : Alex in Wonder : Joseph Bloomfield

### Télévision

#### Téléfilm
- 1975 : Valley Forge : lieutenant Cutting
- 1977 : Handle with Care : O'Brian
- 1978 : Go West, Young Girl : révérend Crane
- 1978 : The Many Loves of Arthur : Dr Chase
- 1978 : Du feu dans le ciel : David Allan
- 1979 : Some Kind of Miracle : Joe Dine
- 1979 : The Triangle Factory Fire Scandal : Lou Ribin
- 1979 : Mayflower: The Pilgrims' Adventure : Myles Standish
- 1980 : Portrait of a Rebel: The Remarkable Mrs. Sanger : Bill Sanger
- 1982 : Miss All-American Beauty : Avery McPherson
- 1984 : Voyage sentimental : Bill Gardner
- 1984 : La Chatte sur un toit brûlant : Gooper
- 1989 : Ascenseur pour le passé : Barney Powers
- 1990 : The Bakery : Mike Kelly
- 1990 : Snow Kill : Murdoch
- 1991 : Held Hostage: The Sis and Jerry Levin Story : Jerry Levin
- 1991 : The Josephine Baker Story : Jo Bouillon
- 1991 : Wife, Mother, Murderer : Joe Hubbard
- 1992 : Triste mémoire : Sloane
- 1992 : Spies : Robert Prescott
- 1993 : Les Soldats de l'espérance  : Dr Mervyn Silverman
- 1995 : La Part du mensonge (The Surrogate) : Stuart Quinn
- 1996 : Norma Jean & Marilyn : Arthur Miller
- 1997 : Last Stand at Saber River : Edward Janroe
- 1998 : Lettres secrètes : Everett Reagle
- 1998 : Life of the Party: The Pamela Harriman Story : Leland Hayward
- 1999 : Sanction fatale : Jordan McNamara

#### Série télévisée
- 1970 : Le Virginien (The Virginian) (saison 8, épisode 18 : Train of Darkness) : Lad Dormer
- 1974 : CBS Daytime 90 (saison 1, épisode 01 : Legacy of Fear)
- 1974 : Harry O (en) (saison 1, épisode 05 : Coinage of the Realm) : Joe Heston
- 1974 : Cannon (saison 4, épisode 07 : Le Vengeur) : Ted Anschluss
- 1974 - 1977 : Police Story :
  - (saison 2, épisode 03 : Robbery: 48 Hours) : Lamont
  - (saison 4, épisode 22 : Prime Rib) : Jake
- 1975 : Beacon Hill (en) (saison 1, épisode 01 : Pilot) : Robert Lassiter
- 1975 : Great Performances (saison 3, épisode 15 : The Rules of the Game) : Guido Venanzi
- 1976 : The Jeffersons (saison 3, épisode 01 : George and the President) : Cal Roberts
- 1976 : Au fil des jours (One Day at a Time) (saison 2, épisode 11 : The Maestro) : Byron De Veer
- 1977 : Sergent Anderson (Police Woman) (saison 3, épisode 23 : Échéance fatale) : McCormick
- 1977 : Family (en) (saison 2, épisode 21 : ...More Things in Heaven and Earth) : Calvin Manners
- 1977 : Barney Miller (saison 4, épisode 04 : Corporation) : Brad Laneer
- 1977 : All in the Family (saison 8, épisode 04 : Edith's 50th Birthday) : Lambert
- 1977 : 79 Park Avenue (en) (mini-série) : Mike Koshko
- 1978 : Vivre à trois (Three's Company) (saison 2, épisode 20 : Jack's Navy Pal) : Jim Walsh
- 1978 : Hawaï police d'État (Hawaii Five-O) (saison 10, épisode 19 : La Guerre a une fin) : Willy Barker
- 1979 : La Conquête de l'Ouest (How the West Was Won) (saison 2, épisode 06 : L'Affaire Riel) : Louis Riel
- 1983 : Le Souffle de la guerre (The Winds of War) (7 épisodes) : Leslie Slote
- 1984 : George Washington (en) (mini-série) : Will Fairfax
- 1984 : Le Voyageur (The Hitchhiker) (saison 2, épisode 02 : Un si beau souvenir) : Ted Miller
- 1985 : Space (en) (mini-série) : Leopold Strabismus / Martin Scorcella
- 1985 : La Cinquième Dimension (The Twilight Zone) (saison 1, épisode 5b : L'Amour déçu de Cupidon) : Todd Ettinger
- 1985 : Kane and Abel (mini-série) : David Osborne
  - (saison 1, épisode 01)
  - (saison 1, épisode 02)
- 1986 : Alfred Hitchcock présente (Alfred Hitchcock Presents) (saison 1, épisode 21 : Lune de miel) : Dr Tom Rigby
- 1986 : Tall Tales and Legends (en) (saison 1, épisode 04 : My Darlin' Clementine) : Levi
- 1988 : American Playhouse (en) (saison 7, épisode 01 : Strange Interlude) : Dr Ned Darrell
- 1988 - 1989 : Les Orages de la guerre (War and Remembrance) (mini-série) (9 épisodes) : Leslie Slote
- 1991 - 1993 : Les Sœurs Reed (Sisters) (19 épisodes) : Wade Halsey
- 1992 : Look at It This Way (mini-série) : Tim Curtiz
  - (saison 1, épisode 01)
  - (saison 1, épisode 02)
  - (saison 1, épisode 03)
- 1993 : Time Trax (en) (saison 1, épisode 16 : Mysterious Stranger) : Kyle Fernando / Romulo Rayfield
- 1993 - 1995 : The Mommies (en) (27 épisodes) : Jack Larson
- 1997 : Diagnostic : Meurtre (Diagnosis Murder) (saison 4, épisode 13 : Le Manuscrit) : Darren Worthy
- 1997 : Pauly (en) (mini-série) : Edward Sherman
- 1999 : The Practice : Donnell et Associés (The Practice) (saison 3, épisode 12 : Instinct de survie) : Ted
- 1999 : Sept à la maison (7th Heaven) (saison 3, épisode 18 : Le Scandale) : Jack Brenner
- 1999 : Sliders : Les Mondes parallèles (Sliders) (saison 4, épisode 21 : Un monde en déroute) : Thomas Michael Mallory
- 1999 : Ally McBeal (saison 2, épisode 19 : Si on dansait ?) : Johnson Biblico
- 1999 : Snoops (en) (saison 1, épisode 04 : Higher Calling) : Father Batista
- 1999 - 2000 : Dawson (Dawson's Creek) (7 épisodes) : Joseph McPhee
- 2000 : Associées pour la loi (Family Law) (saison 1, épisode 15 : Mauvais Fils) : Patrick Simpson
- 2000 : New York, police judiciaire (Law and Order) (saison 10, épisode 23 : Aller sans retour) : David Moore
- 2001 : The Lot (en) (saison 2, épisode 11 : Oscar's Wilde) : Oscar Wilde
- 2002 : Rose Red (mini-série) : professeur Carl Miller